# Iglesias románicas del Valle de Bohí
Iglesias románicas del Valle de Bohí (en catalán, esglèsies romàniques de la Vall de Boí) es una categoría de la Unesco que declara como Patrimonio de la Humanidad a un conjunto de nueve iglesias románicas situadas en el Valle de Bohí, en la comarca catalana de la Alta Ribagorza (provincia de Lérida, España).

## Historia de los frescos del valle de Bohí
A principios del siglo XX se manifestó un gran entusiasmo por estudiar y catalogar las pinturas románicas murales de las iglesias del valle de Bohí. Fueron “descubiertas” tanto por eruditos como por profanos, cuyo único interés era el puramente económico. En 1907, el Valle de Boí fue uno de los lugares visitados por la Misión Arqueológica-jurídica a la raya de Aragón, organizada por el Instituto de Estudios Catalanes, con el objetivo de proteger el patrimonio artístico catalán. El equipo estaba formado por Josep Puig i Cadafalch, Guillem Marià Brocà, Josep Gudiol, Josep M. Goday y Adolf Mas. En sus trabajos, investigan y catalogan la mayoría de las iglesias de la zona.
Entre 1905 y 1909 la Junta de Museos de Barcelona hizo una fiel reproducción de los frescos pirenaicos, cuya publicación dio a conocer estas obras a un mundo que, en uno u otro sentido, tuviera que ver con el arte. Se desató así el deseo de adquisición, bien para museos, bien para coleccionistas particulares y en 1919 muchos intermediarios en compra venta lograron bastantes compras, que fueron a parar la mayor parte a museos y colecciones particulares de Estados Unidos.
El caso de Tahull fue una excepción, pues el pueblo entero se negó a que salieran de sus iglesias ni frescos ni obras de arte, consiguiendo implicar en el asunto a la Mancomunidad de Cataluña y al obispado de Seo de Urgel. Finalmente, se decidió que estarían mejor guardadas en el museo de Barcelona, lejos de posibles hurtos o transacciones. Un equipo de restauradores italianos llevó a cabo la tarea de desprender las pinturas de las paredes y hacer, en algunos casos, reproducciones in situ.
Las pinturas románicas de Tahull custodiadas en el museo se hicieron desde entonces relativamente famosas y fueron objeto de estudio por parte de grandes profesionales de Arte, lo que arrastró a un estudio sistemático de todas las demás pinturas murales de las iglesias del valle de Bohí, la mayoría de las cuales se hallan a buen recaudo, protegidas en el Museo Nacional de Arte de Cataluña y en el Museo Episcopal de Vich.

## Patrimonio de la Humanidad
En el año 2000, la Unesco declaró Patrimonio de la Humanidad a nueve iglesias del Valle de Bohí:
| Código  | Nombre                                | Lugar         | Coordenadas                                    |
| ------- | ------------------------------------- | ------------- | ---------------------------------------------- |
| 988-001 | Iglesia de San Félix                  | Barruera      | 42°30′17.2″N 0°48′13.1″E / 42.504778, 0.803639 |
| 988-002 | Iglesia de San Juan de Bohí           | Bohí          | 42°31′41.7″N 0°50′01.0″E / 42.528250, 0.833611 |
| 988-003 | Iglesia de Santa María                | Tahull        | 42°31′01.4″N 0°51′03.4″E / 42.517056, 0.850944 |
| 988-004 | Iglesia de San Clemente               | Tahull        | 42°30′59.6″N 0°50′59.4″E / 42.516556, 0.849833 |
| 988-005 | Iglesia de Santa María de la Asunción | Coll          | 42°26′35.3″N 0°44′43.9″E / 42.443139, 0.745528 |
| 988-006 | Iglesia de Santa María                | Cardet        | 42°29′03.8″N 0°46′36.3″E / 42.484389, 0.776750 |
| 988-007 | Iglesia de la Natividad               | Durro         | 42°30′09.9″N 0°49′19.1″E / 42.502750, 0.821972 |
| 988-008 | Ermita de San Quirce                  | Durro         | 42°30′08.6″N 0°49′25.3″E / 42.502389, 0.823694 |
| 988-009 | Iglesia de Santa Eulalia              | Erill la Vall | 42°31′49.6″N 0°49′55.8″E / 42.530444, 0.832167 |

## San Clemente de Tahull

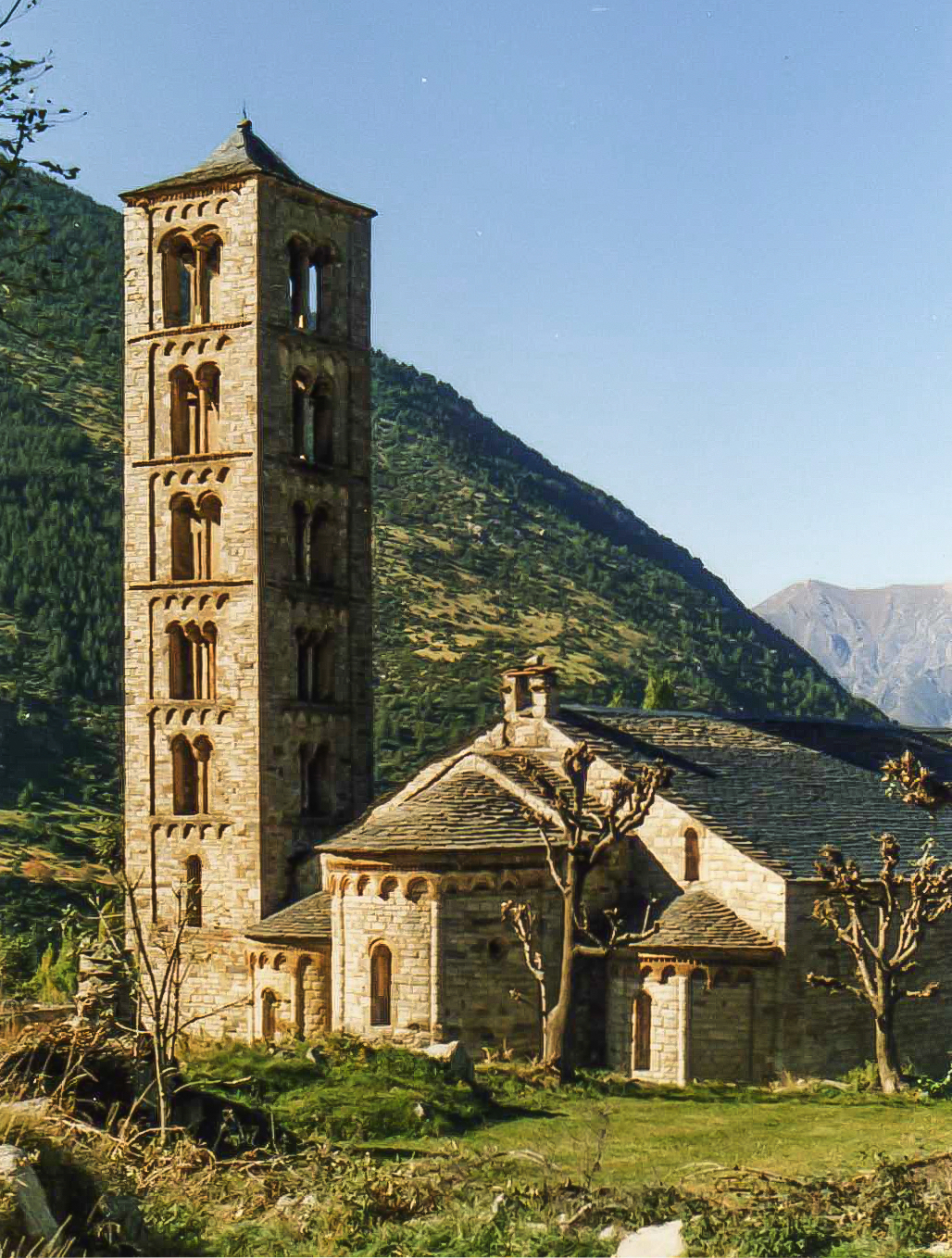
Cabecera de San Clemente de Tahull.

La iglesia de San Clemente de Tahull fue consagrada el 10 de diciembre de 1123 por el obispo de Roda. Se trata de una iglesia de tres naves separadas por columnas de forma cilíndrica, rematadas por tres ábsides de forma semicircular. El techo, de dos vertientes, está construido en madera. Del edificio destaca su torre campanario de seis pisos que, a pesar de encontrarse adosado al edificio, no forma parte integral del mismo.
La puerta principal está situada en la fachada sur y es de arco de medio punto. En el interior de la iglesia se encontraban diversos frescos de autor desconocido. El pantocrátor de la iglesia, que en la actualidad se conserva en el Museo Nacional de Arte de Cataluña (MNAC), está considerado como uno de los máximos exponentes del arte románico en Cataluña.

## Santa María de Tahull

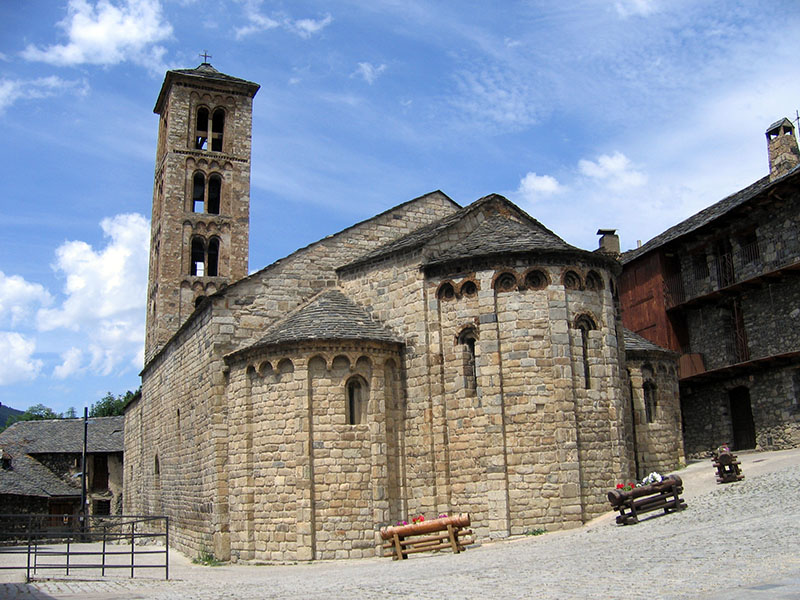
Cabecera de Santa María de Tahull.

También fue consagrada en 1123 y funcionó como parroquia única del municipio de Tahull durante el siglo XVIII. Su estructura es muy parecida a la de Sant Climent. De planta basilical, está formada por tres naves y tres ábsides. El campanario se encuentra en el centro de la nave. En su interior se encontraron también numerosos frescos, estudiados en 1907 por Josep Puig i Cadafalch. Destaca el fresco que representa a Santa María con el niño en su regazo y que también se expone en el MNAC.

## San Juan de Bohí

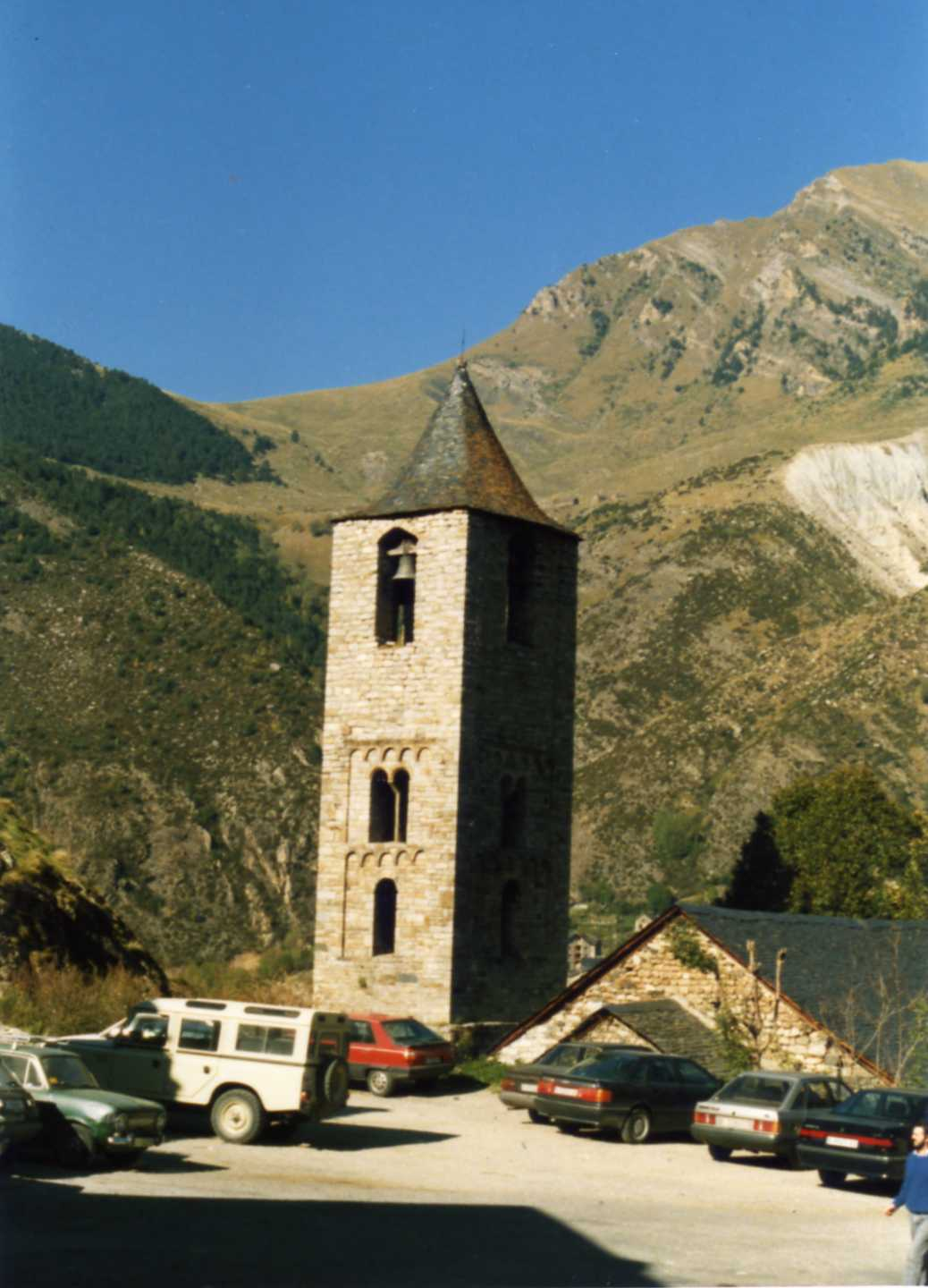
Campanario de San Juan de Bohí.

Es una iglesia también de tres naves. En origen, su techumbre era de madera, aunque posteriormente se cambió por una cobertura de piedra. El campanario, de claro estilo lombardo, está adosado a la nave lateral ubicada en el sur. Sólo se conservan dos de sus pisos originales, ya que el último tramo del campanario se añadió con posterioridad. De la iglesia únicamente se conserva el ábside. Cuenta también con un notable conjunto de pinturas del siglo XII, entre las que destacan las que representan a diversos animales fabulosos. Los originales se encuentran en el MNAC, mientras que en la iglesia se pueden ver reproducciones de estas pinturas.

## Santa Eulalia de Erill la Vall

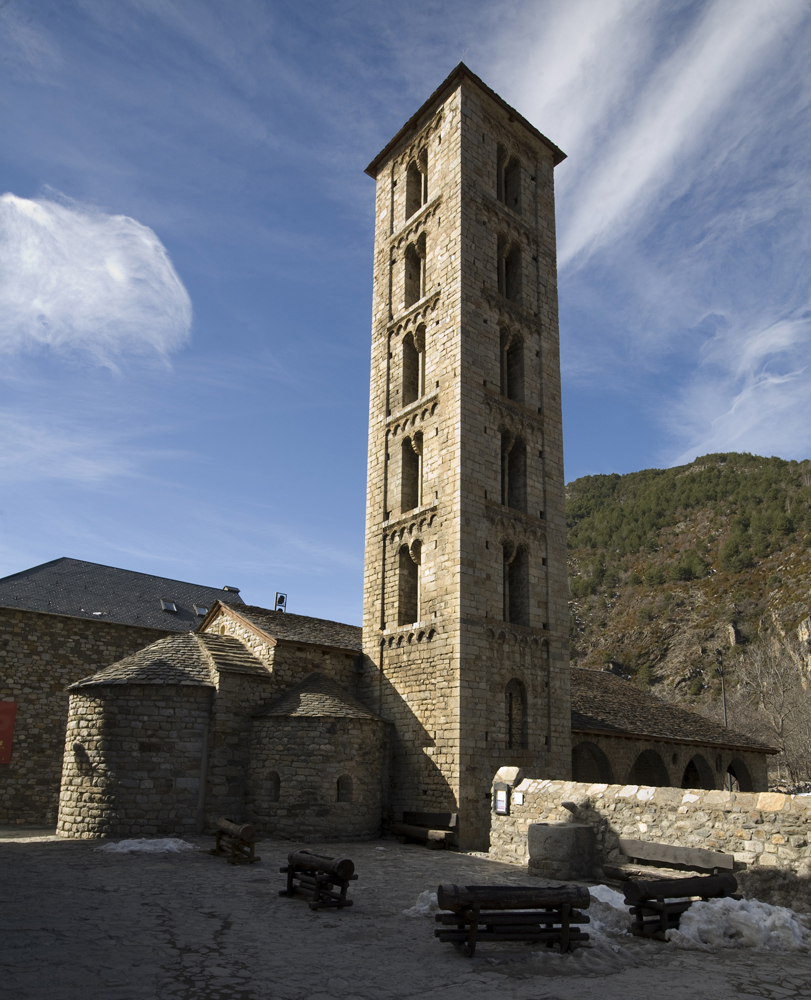
Vista lateral de Santa Eulalia de Erill la Vall.

Fue declarada monumento histórico artístico en 1962. Es un edificio de una sola nave con un ábside semicircular. El lateral exterior cuenta con un pórtico decorado con columnas cilíndricas. El campanario, típico ejemplo de la arquitectura lombarda del valle de Bohí, es de seis pisos, con una altura total de 23 metros. Está decorado con ventanas geminadas que enmarcan los arcos ciegos. En su sacristía se encontró un grupo escultórico del siglo XII, conocido como El descendimiento. La escultura se conserva de forma separada: una parte se encuentra en el MNAC y otra en el Museo Episcopal de Vich.

## San Félix de Barruera

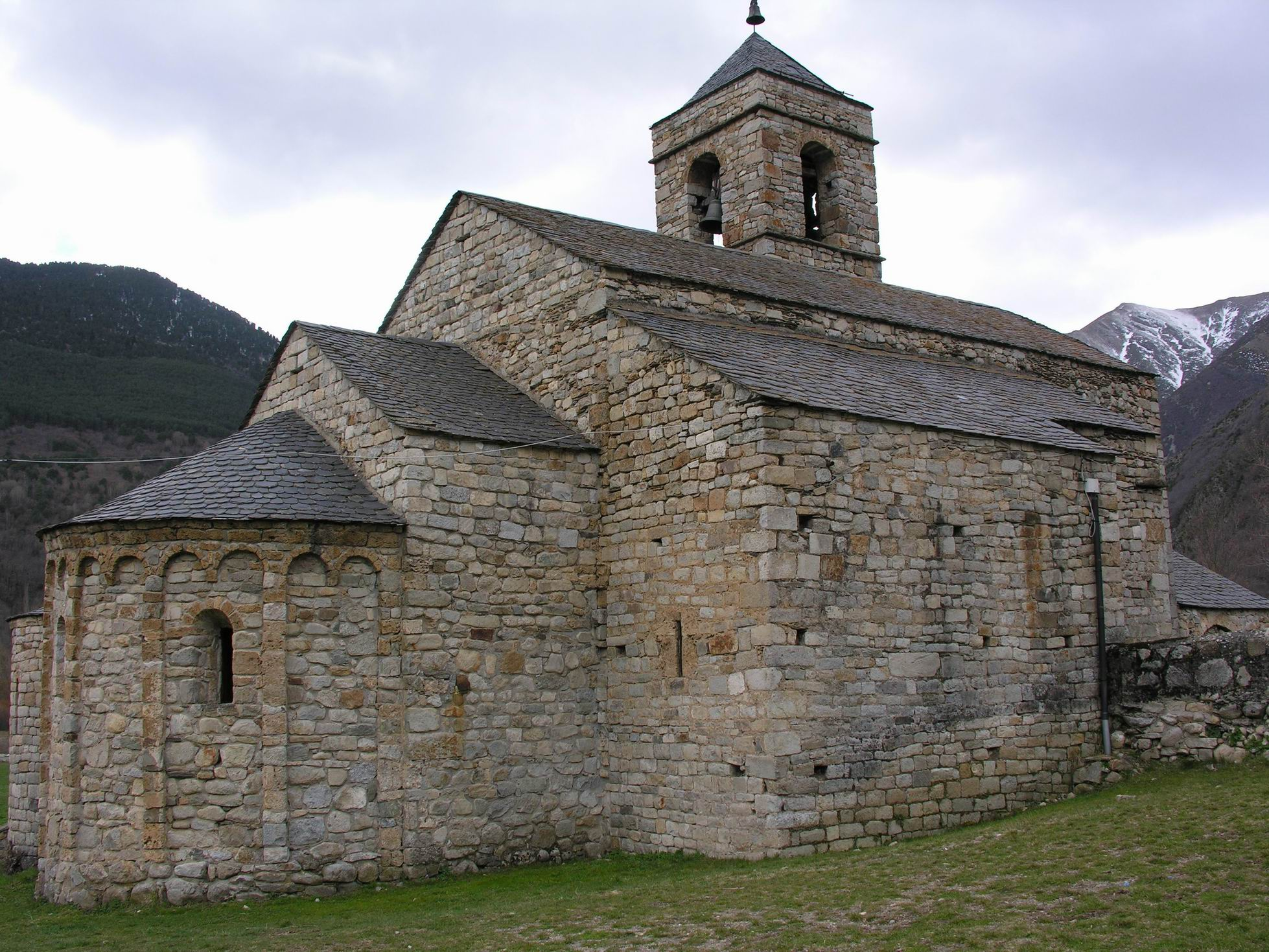
Cabecera de San Félix de Barruera.

Aparece por primera vez documentada a finales del siglo XIII, aunque se conoce muy poco de su historia. Situada en la localidad de Barruera, es un edificio de una única nave cubierta con bóveda de cañón. La nave está encabezada por un ábside semicircular. En el ángulo suroeste está la torre campanario, que se aparta del modelo seguido en Erill la Vall, Bohí y Tahull. Tiene tres pisos, con una ventana de medio punto en cada fachada de los dos superiores. La decoración se reduce a unas molduras muy sencillas, que marcan los niveles de la construcción.

## La Natividad de Durro

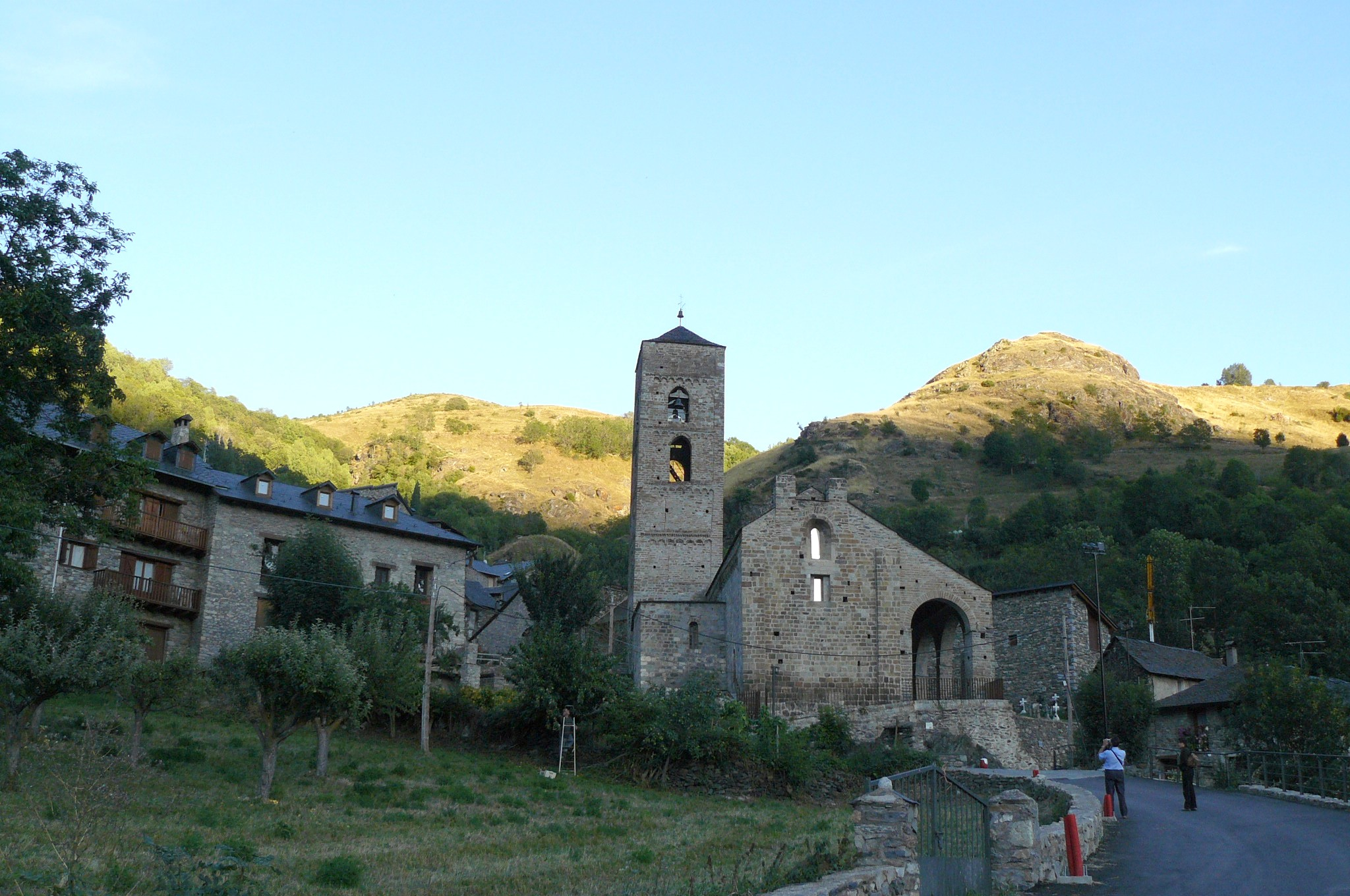
La Natividad de Durro.

Situada a una altitud de 1386 m s. n. m., en el pequeño pueblo de Durro, la iglesia aparece documentada por primera vez en el siglo XI, cuando pertenecía al condado de Pallars. Su estilo y características son muy similares a las ya citadas. Cuenta con una única nave y un único ábside y su campanario de cinco pisos cuenta con muy pocas aberturas.

## San Quirico de Durro

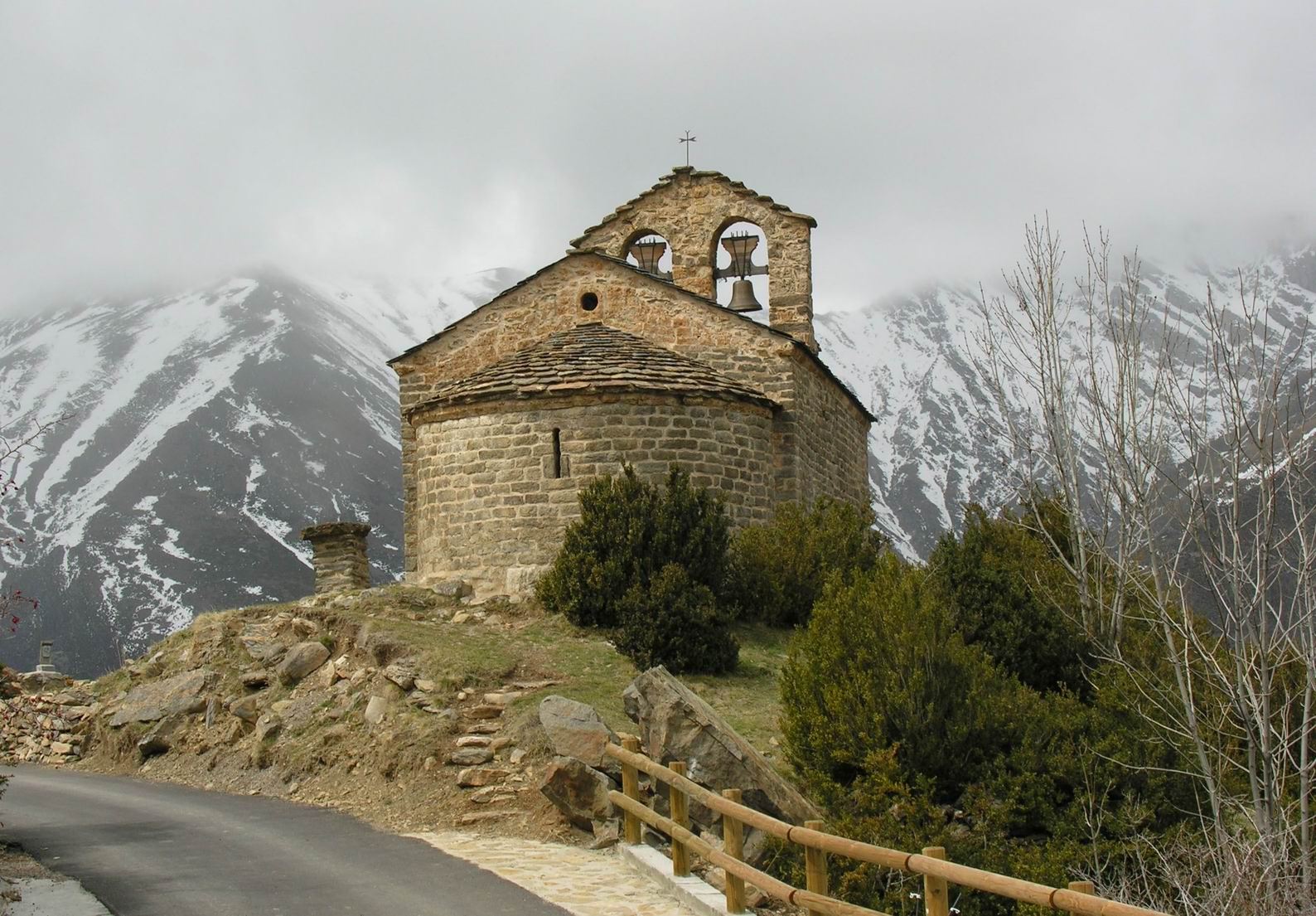
Ábside de San Quirico de Durro.

Es una pequeña ermita de arquitectura muy sencilla. La nave está cubierta con bóveda de cañón y finaliza en un presbiterio, ligeramente más elevado que el resto de la nave. La puerta de entrada es de arco de medio punto con dovelas. La ermita está muy poco iluminada, ya que únicamente cuenta con un ojo de buey en su cabecera y pequeñas aberturas en la fachada oeste.

## Santa María de Cardet

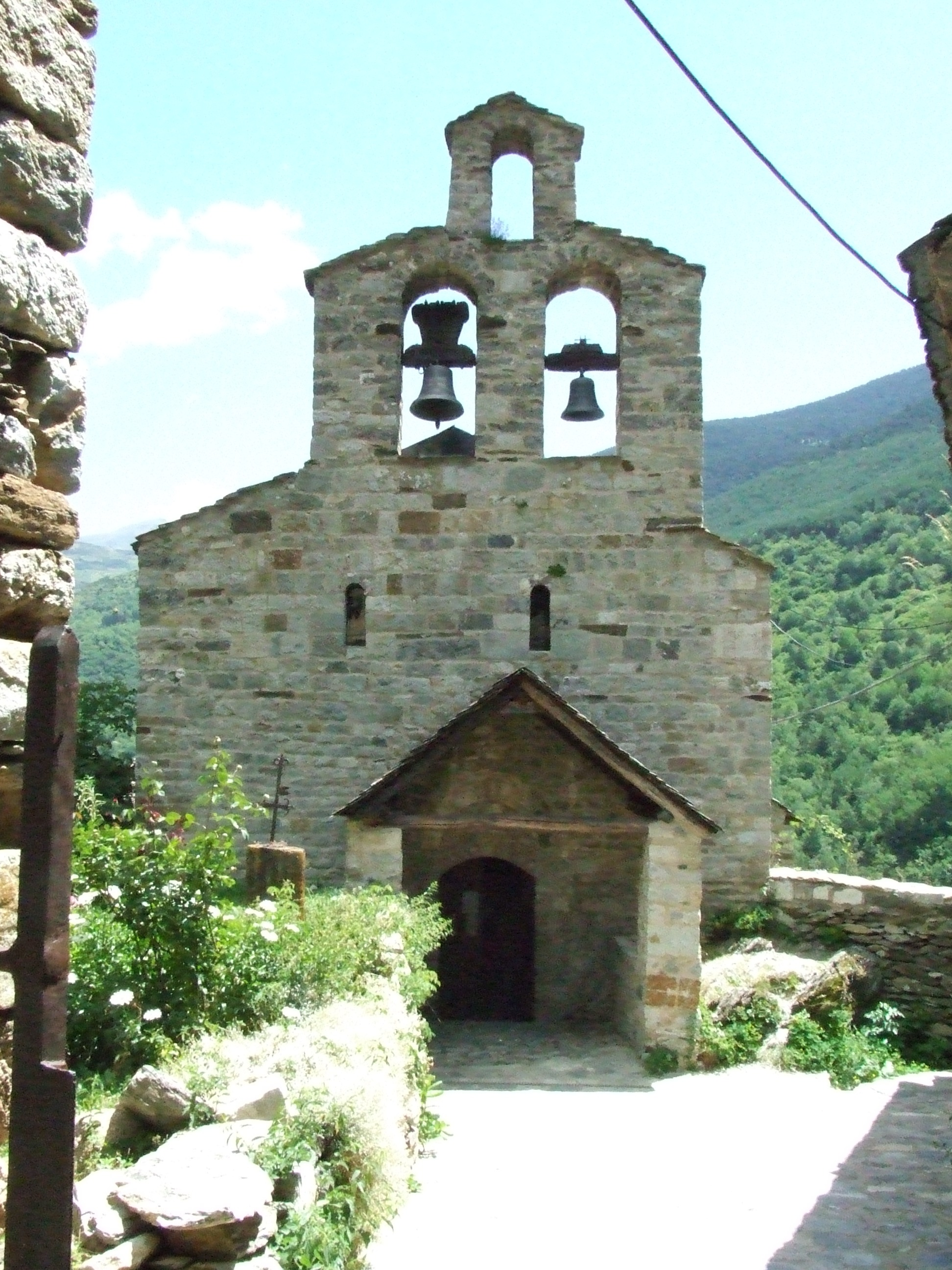
Santa María de Cardet.

Se trata de una iglesia de dimensiones reducidas de una sola nave, cubierta con cuatro tramos de bóveda de arista. Al estar situada sobre un terreno inclinado, el ábside, de dos plantas, está en un nivel superior al de la nave central. En el subterráneo de este ábside se encuentra una cripta.

## Santa María de Coll

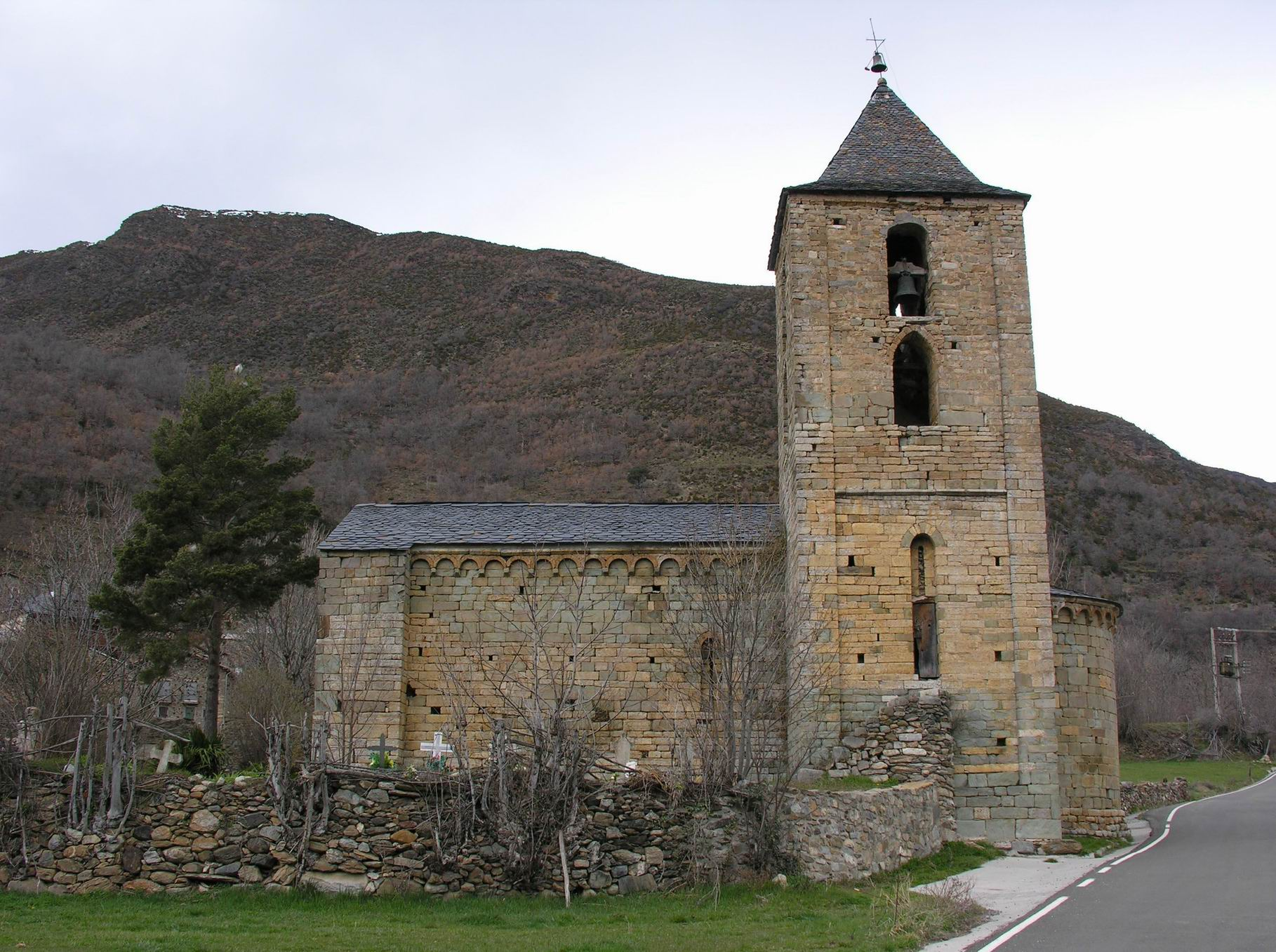
Santa María de Coll.

Conocida también como la iglesia de la Asunción, consta de una única nave cubierta con bóveda de cañón. El campanario es de planta cuadrada y consta de dos pisos: el primero consta de ventanas apuntadas, mientras que en el segundo se alojan las campanas. Se cree que se construyó durante el segundo tercio del siglo XIII.

## Otras iglesias románicas del Valle de Bohí
A pesar de que también son románicas, varias iglesias del valle de Bohí han quedado fuera de la declaración de Patrimonio de la Humanidad. Se trata de la ermita de San Quirico de Taull, en la moderna urbanización de Pla de la Ermita; San Martín de Taull, de la que sólo queda un ábside, dentro del núcleo de Taüll; San Salvador de Barruera, encima del pueblo de Barruera; Sant Llorenç de Saraís, en el pueblo viejo abandonado de Saraís; Sant Pere de Boí, de la que hay restos en Boí; y Sant Cristòfol d'Erill la Vall, en las bordas del pueblo del mismo nombre.

## Centro del Románico del Valle de Bohí
Derivado de la declaración de Patrimonio de la Humanidad por la Unesco, se construyó en Erill la Vall el Centro del Románico del Valle de Bohí.
Situado junto a la iglesia de Santa Eulalia, ofrece visitas libres y guiadas a todos los edificios incluidos en el catálogo de la Unesco. Su exposición permanente proporciona las claves iniciales para que el visitante conozca y entienda el conjunto de iglesias románicas del valle de Bohí.